# Carenzia carinata
Carenzia carinata is een slakkensoort uit de familie van de Seguenziidae. De wetenschappelijke naam van de soort is voor het eerst geldig gepubliceerd in 1877 door Jeffreys.